# Astacidae
Los astácidos (Astacidae) son una familia de cangrejos de río originarios de Europa, oeste de Asia y de la costa oeste de Norteamérica. La familia incluye las siguientes especies, distribuidas en tres géneros: Astacus, Austropotamobius y Pacifastacus.
- Astacus astacus
- Astacus pachypus
- Austropotamobius italicus
- Austropotamobius pallipes
- Austropotamobius torrentium
- Pacifastacus chenoderma
- Pacifastacus connectens
- Pacifastacus fortis
- Pacifastacus gambelii
- Pacifastacus leniusculus
- Pacifastacus nigrescens